# Sarah Roy
Sarah Roy (Sídney, 27 de febrero de 1986) es una deportista australiana que compite en ciclismo en la modalidad de ruta. Ganó una medalla de bronce en el Campeonato Mundial de Ciclismo en Ruta de 2022, en la prueba de contrarreloj por relevos mixtos.

## Medallero internacional
| Campeonato Mundial | Campeonato Mundial     | Campeonato Mundial | Campeonato Mundial              |
| Año                | Lugar                  | Medalla            | Competición                     |
| ------------------ | ---------------------- | ------------------ | ------------------------------- |
| 2022               | Wollongong (Australia) | Medalla de bronce  | Contrarreloj por relevos mixtos |

## Palmarés
2016
- 1 etapa del Boels Rental Ladies Tour

2017
- Gran Premio Cham-Hagendorn
- 1 etapa del The Women's Tour

2018
- Gooik-Geraardsbergen-Gooik
- 1 etapa del The Women's Tour

2019
- 3.ª en el Campeonato de Australia en Ruta
- Clásica Féminas de Navarra

2021
- Campeonato de Australia en Ruta

2024
- 1 etapa del Tour de Bretaña